# Abasto
Abasto is een plaats in het Argentijnse bestuurlijke gebied La Plata in de provincie Buenos Aires. 